# Rita Forst
Rita Forst (geboren am 19. Dezember 1960 in Oldenburg als Rita Köster) ist eine ehemalige deutsche Handballspielerin.

## Vereinskarriere
Rita Forst begann 1973 in der Jugend des VfL Oldenburg Handball zu spielen. 1978 gewann sie mit der A-Jugend die Deutsche Meisterschaft. Ein Jahr später gelang ihr mit der ersten Mannschaft der Aufstieg in die Bundesliga. Es folgte 1981 der Gewinn des DHB-Pokals. In den Bundesligaspielzeiten 1980/1981 und 1986/1987 war sie die beste Torwerferin.

## Nationalmannschaft
Sie bestritt mindestens 90 Länderspiele für die deutsche Nationalmannschaft.
Im Jahr 1982 erklärte sie ihren Rücktritt aus der Nationalmannschaft und gab an, dass das „unerträgliche Verhalten den Spielerinnen gegenüber“ seitens des Nationaltrainers Ekke Hoffmann der Grund gewesen sei. Im Jahr 1990 wurde sie von Bundestrainer Ulrich Weiler in die Nationalmannschaft zurückgeholt.
Mit dem Team nahm sie auch an Turnieren teil, so an der Weltmeisterschaft 1982 und an den Olympischen Sommerspielen 1992.

## Trainerin
Nach ihrer aktiven Zeit war sie beim VfL Oldenburg bis 2007 auch als Co-Trainerin tätig.

## Privates
Rita Forst machte das Abitur und bildete bei einer Bank in Oldenburg Nachwuchskräfte aus.